# Pleraplysilla reticulata
Pleraplysilla reticulata är en svampdjursart som beskrevs av Maldonado och Uriz 1999. Pleraplysilla reticulata ingår i släktet Pleraplysilla och familjen Dysideidae. Inga underarter finns listade i Catalogue of Life.